# 100개의 문
'100개의 문'(일본어: 100もの扉 햐쿠모노토비라[*])는 아이우치 리나&사에구사 유카의 싱글이다. 코러스를 스파클링☆포인트가 담당하고 있다.
요미우리 TV 닛폰 TV계 애니메이션 "명탐정 코난" 여는 곡(명탐정 코난 방송 10주년 특별 기획으로, 오노 카츠오가 작곡).

## 개요
'100개의 문'의 작사는 아이우치 리나, 사에구사 유카, 작곡은 오노 가츠오, 편곡은 후루이 히로히토(가넷 크로우)가 담당했다. '수수께끼 -rearrange version-' 은 같은 레이블 소속인 코마츠 미호의 커버이다. 1997년 경의 "명탐정 코난" 오프닝 테마이다.
'Still for your love -rearrange version-'는 같은 레이블 소속인 루마니아 몬테비데오의 커버이다. 1999년 경의 "명탐정 코난" 엔딩 테마이다.

## 수록곡
| #            | 제목                                                    | 작사                        | 작곡          | 편곡  | 재생 시간 |
| ------------ | ------------------------------------------------------- | --------------------------- | ------------- | ----- | --------- |
| 1.           | 〈100もの扉 100개의 문〉                                | 아이우치 리나&사에구사 유카 | 오노 카츠오   |       |           |
| 2.           | 〈謎 -rearrange version- 수수께끼 -rearrange version-〉 | 코마츠 미호                 | 코마츠 미호   |       |           |
| 3.           | 〈Still for your love -rearrange version-〉             | 미요시 마미                 | 미요시 마코토 |       |           |
| 4.           | 〈100もの扉〉 (TV version)                              | 아이우치 리나&사에구사 유카 | 오노 카츠오   |       |           |
| 5.           | 〈100もの扉〉 (Instrumental)                            |                             | 오노 카츠오   |       |           |
| 총 재생 시간 | 총 재생 시간                                            | 총 재생 시간                | 총 재생 시간  | 16:38 |           |

DVD (초도 한정반)
- ‘100もの扉’ 프로모션 비디오&라이브 영상 (FROM THURSDAY LIVE 06.3.23＠hills 빵 공장)

## 비고
- 본인들에 의하면 오노로부터 곡을 받고 "문"이라는 테마가 결정되고나서, 1절은 사에구사, 2절은 아이우치가 작사를 담당했다.
- 타이틀 곡은 사에구사 유카 인 데시벨의 열여섯 번째 싱글 "Everybody Jump" 커플링 곡 '100개의 문 (U-ka Solo Version)'으로 하야마 타케시의 작사에 의해서 셀프 커버되고 있다.
- 사에구사 유카가 보컬을 맡고 있는 밴드 사에구사 유카 인 데시벨의 세 번째 음반 "U-ka saegusa IN db III"에 수록되어 있다.